# Karl Rahner
Karl Rahner S.J. (5 de març de 1904, Friburg de Brisgòvia, Imperi Alemany - 30 de març de 1984, Innsbruck, Àustria) fou un dels teòlegs catòlics alemanys més importants del segle xx. La seva teologia va influir en el Concili Vaticà II. La seva obra Fonaments de la fe cristiana, escrita cap al final de la seva vida, és el seu treball més desenvolupat i sistemàtic, la major part del qual fou publicat en forma d'assaigs teològics. Rahner havia treballat amb Yves Congar, Henri de Lubac i Marie-Dominique Chenu, teòlegs associats a una escola de pensament emergent denominada Nouvelle Théologie, els elements de què s'havia criticat a l'encíclica Humani Generis del Papa Pius XII.

## Teologia

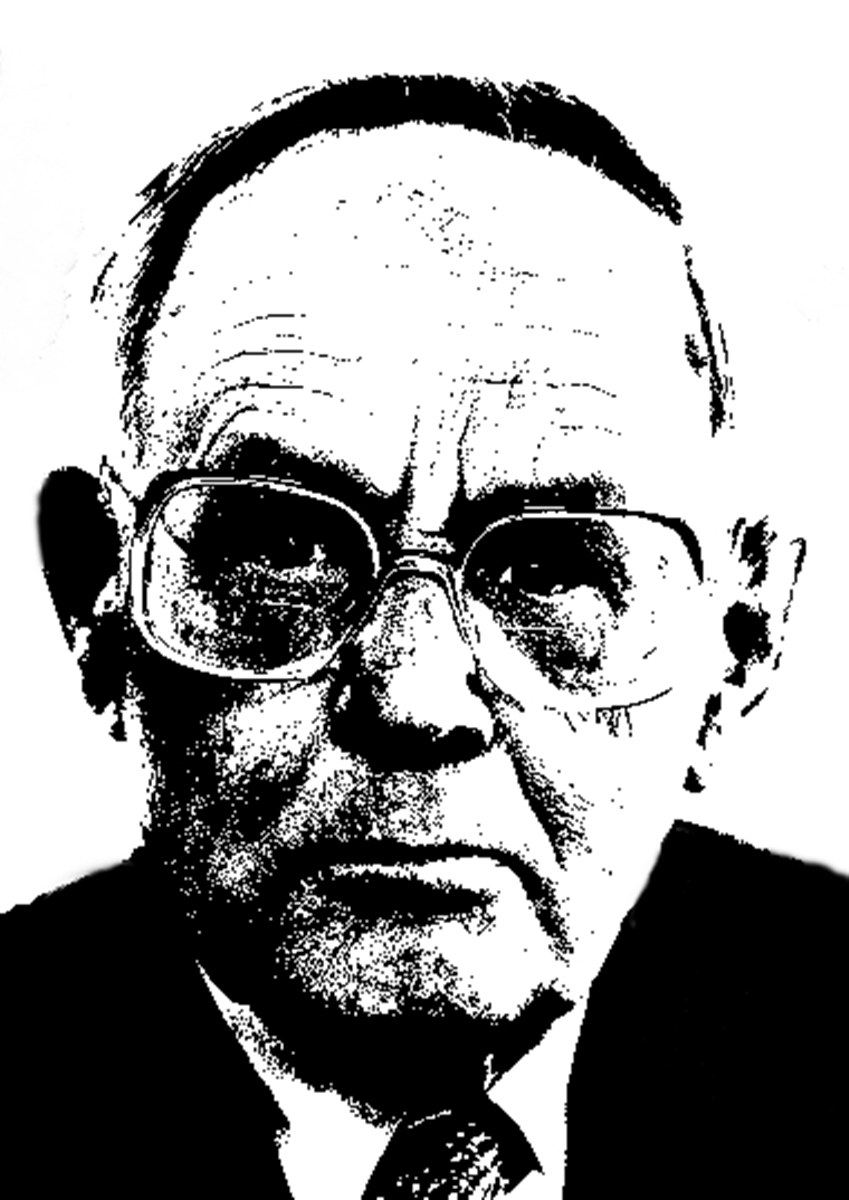
Representació monocroma de Karl Rahner.

S'ha considerat La Trinitat el seu assaig més important, que declarava que «la Trinitat econòmica és la Trinitat immanent, i la Trinitat immanent és la Trinitat econòmica». El que Rahner sintetitzà amb aquesta expressió és que el Déu del propi do (Geschenk, que en alemany també té el sentit de 'regal') és per a la cristiandat el mateix Déu que Déu en si mateix ("immanent"). La completesa de l'existència humana ocorre en rebre's el do diví del seu ésser, abastable plenament només a través de la visió beatífica del final dels temps, però present en el temps anterior com a gràcia.
La base de la teologia de Rahner és que tots els éssers humans tenen una consciència latent de Déu en qualsevulla experiència de limitació del coneixement o llibertat com a subjectes finits. Atès que tal experiència és necessària, car constitueix la "condició de possibilitat" de qualsevol coneixement o llibertat com a tal, Rahner empra el llenguatge de Kant per descriure aquesta experiència com "experiència transcendental".
Tal és l'abast de la idea de Rahner del "coneixement natural de Déu" —el que pot ser conegut per la raó abans de l'arribada de la revelació. Només es pot apropar a Déu asintòticament, de la manera que Rahner denomina "misteri absolut". Tot i que es poden subministrar proves de l'existència de Déu, aquestes proves només es refereixen a l'ineludible orientació del misteri que constitueix —per necessitat transcendental— la naturalesa de l'ésser humà.
Per a Rahner la doctrina central del cristianisme és la gràcia. És un terme tècnic que descriu el missatge central de l'Evangeli: Déu s'ha comunicat. La presència del regal de Déu, persistent i infal·lible en la vida de Crist, només impedida pels errors de les interpretacions depravades i idòlatres d'aquest esdeveniment, és el punt central de la doctrina de la gràcia. La gràcia, segons Rahner, és un element constitutiu tant de la realitat objectiva de la revelació (la Paraula proclamada) i el principi subjectiu de l'Escolta (amb l'Esperit).
La interpretació particular de Rahner de la manera en què la gràcia es manifesta és que la gràcia és una modificació permanent de la naturalesa envers una existència sobrenatural (prenent prestat el terme a Heidegger). La gràcia, sota la llum del cristianisme, és un element constitutiu de l'existència de l'home. Per aquesta raó Rahner dubta de la possibilitat real d'un estat de naturalesa pura (natura pura, existència humana sense l'involucrament de la gràcia), que li sembla merament imaginari.
Les fonts filosòfiques de la teologia de Rahner inclouen Tomàs d'Aquino, llegit des de la perspectiva de la filosofia continental contemporània. Rahner rebé també classes de Heidegger a la Universitat de Friburg.

## Obres
- Rahner, Karl. Zur Theologie des Todes : mit einem Exkurs über das Martyrium (en alemany).  Freiburg; Basel; Wien: Herder, 1958 (Quaestiones Disputatae; 2).
- Rahner, Karl. Kirche und sakramente (en alemany).  Freiburg; Basel; Wien: Herder, 1961 (Quaestiones disputatae; 10). OCLC 806339160.
- Rahner, Karl; Overhage, Paul. Das Problem der Hominisation : über den biologischen Ursprung des Menschen (en alemany).  Freiburg; Basel; Wien: Herder, 1961 (Quaestiones disputatae; 12-13). OCLC 803452842.
- Rahner, Karl. Episkopat und Primat (en alemany).  Freiburg; Basel; Wien: Herder, 1961 (Quaestiones Disputatae; 11). OCLC 1120355363.
- Rahner, Karl; Vorglimer, Herbert. Diaconia in Christo : Über die erneuerung des diakonates (en alemany).  Freiburg; Basel; Wien: Herder, 1962 (Quaestiones Disputate; 15/16). OCLC 1043381520.
- Rahner, Karl. Inspiración de la Sagrada Escritura (en castellà).  Barcelona: Herder, 1970 (Quaestiones Disputatae; 6). OCLC 1043370516.